# Ореховка (Узденский район)
Ореховка (бел. Арэ́хаўка) — посёлок в Узденском районе Минской области Беларуси. В составе Озерского сельсовета.

## География
Ближайшие населённые пункты Безмены (Узденский район), Калинино (Дзержинский район) и др.

## Население

### Численность
- 2009 год — 1 житель

### Динамика
- 1999 год — 1 житель (перепись населения)
- 2009 год — 1 житель (перепись населения)[2]

## Улицы
- Центральная
- Цветочная